# ヨハン・クリストフ・デンナー
ヨハン・クリストフ・デンナー（Johann Christoph Denner、1655年8月13日ライプツィヒ - 1707年4月20日ニュルンベルク）は、ドイツの楽器製作家であり、クラリネットの発明者とされる。

## 生涯
ヨハン・クリストフ・デンナーは、1650年以降フランスで発達したような、新しいタイプの木管楽器をドイツ語圏で初めて成功裏に製作した最初の楽器製造家である。主にオーボエやリコーダーを製作した。ヨハン・ガブリエル・ドッペルマイヤー（1677 - 1750）によると、デンナーは1700年頃、ほかの記録によると1690年1月15日に、それまで不可能だったオーバーブローを可能にし、当時の音楽に適した音域を獲得するようシャリュモーを拡張することで、クラリネットを発明したということである。オーバーブローによって生じた音は、バロックトランペットを思わせる音色のために、「クラリーノレジスター」と呼ばれるようになった（バロックトランペットの奏法は「クラリーノ奏法」、すなわち自然倍音からのみ成る音階を発達させたもの）。ここからこの楽器の名前「クラリネット」が誕生した。クラリネットは、1740年ごろになり実際的な演奏で使用されるようになったが、まもなくあらゆるオーケストラで非常に重要な楽器となった。
デンナーは楽器工房を開いたが、ヤコブ・デンナー（1681 - 1735）ら息子の代に躍進した。今日少なくとも68のデンナーの工房に由来する楽器が残っている。

## 注記
1. ↑  http://www.deutschlandfunkkultur.de/klarinette-die-geburt-der-koenigin-des-guten-tons.932.de.html?dram:article_id=308615
2. ↑  Albert R. Rice, The baroque clarinet, Oxford, 1992, pag. 17, 40-42.

## 文献
- Arrey von Dommer: Denner, Johann Christoph. In: Allgemeine Deutsche Biographie (ADB). Band 5, Duncker & Humblot, Leipzig 1877, S. 57.
- Heinz Becker: Denner, Johann Christoph. In: Neue Deutsche Biographie (NDB). Band 3, Duncker & Humblot, Berlin 1957, ISBN 3-428-00184-2, S. 602 f. (Digitalisat).
- Albert R. Rice, The baroque clarinet, Oxford University Press, Oxford, 1992